# Archivo Municipal de El Masnou
El Archivo Municipal de El Masnou (abreviado AMM, en catalán: Arxiu Municipal del Masnou) es el servicio responsable de garantizar la recuperación, organización y preservación tanto de la documentación producida por la administración local como del patrimonio documental de El Masnou (Maresme). Como archivo municipal hace las funciones de archivo histórico y administrativo. Como archivo administrativo, su objetivo es el de custodiar toda la documentación producida o recibida por el Ayuntamiento de El Masnou, garantizar el acceso de la ciudadanía a la documentación y colaborar en el diseño y optimización de la administración municipal. Como archivo histórico, es el encargado de preservar, organizar y difundir el patrimonio documental del municipio, tanto de entidades, empresas y personas que estén interesadas en conservarlo y ponerlo a disposición de la investigación. 

## Historia

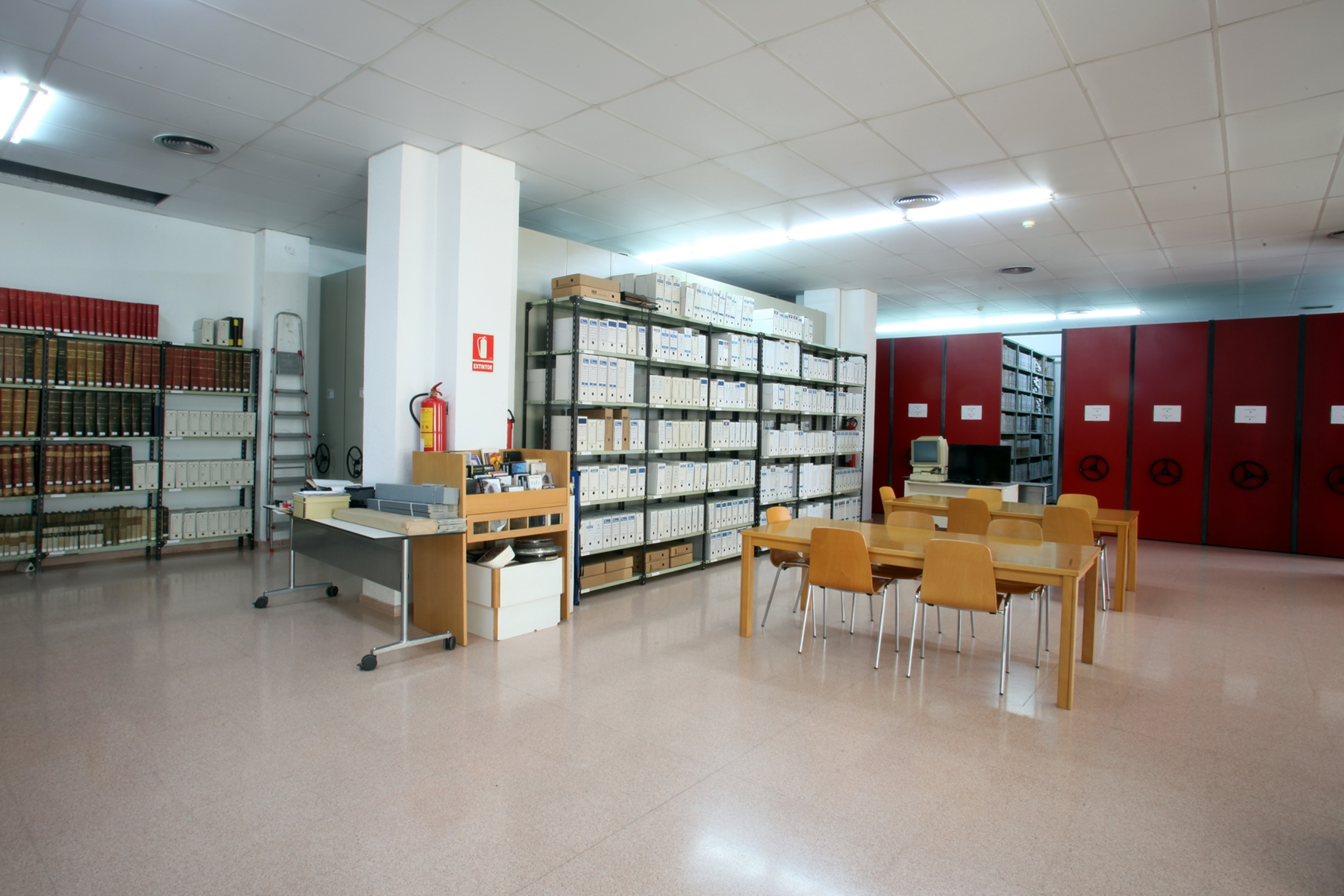
Vista de la sala de consulta

El Masnou es un municipio joven, creado definitivamente en 1825. Ha vivido un fuerte crecimiento demográfico y urbanístico, sobre todo durante los últimos cuarenta años del siglo XX. La documentación que se ha ido generando, resultado de los procesos administrativos, históricos y sociales, es una parte de lo que se puede encontrar en el Archivo Municipal. La parte más importante corresponde a los documentos generados por el ayuntamiento, fruto de las competencias del consistorio y de las actividades que ha llevado a cabo. Por otra parte, gracias a donaciones de particulares, el Archivo Municipal gestiona otros fondos que la ciudadanía puede consultar: fondos personales, fondos de entidades, fotografías, hemeroteca y biblioteca auxiliar. El Archivo también cuenta con documentos audiovisuales y sonoros, tales como entrevistas orales.
El servicio de archivo municipal ha existido desde la fundación del municipio, ubicado en las propias dependencias del ayuntamiento y ligado a la propia gestión de los documentos. En 1957 el Ayuntamiento creó el Patronato del Museo y el archivo comenzó a organizarse y a recibir donaciones de particulares. En 1990, el Ayuntamiento reestructuró y ampliar el Patronato del Museo y el año 1991, se acordó que el Archivo Histórico Municipal también formara parte. Posteriormente el patronato desapareció y actualmente se encuentra adscrito a la Concejalía de Cultura, junto con el Museo Municipal de Náutica y la Casa de Cultura.

## Edificio

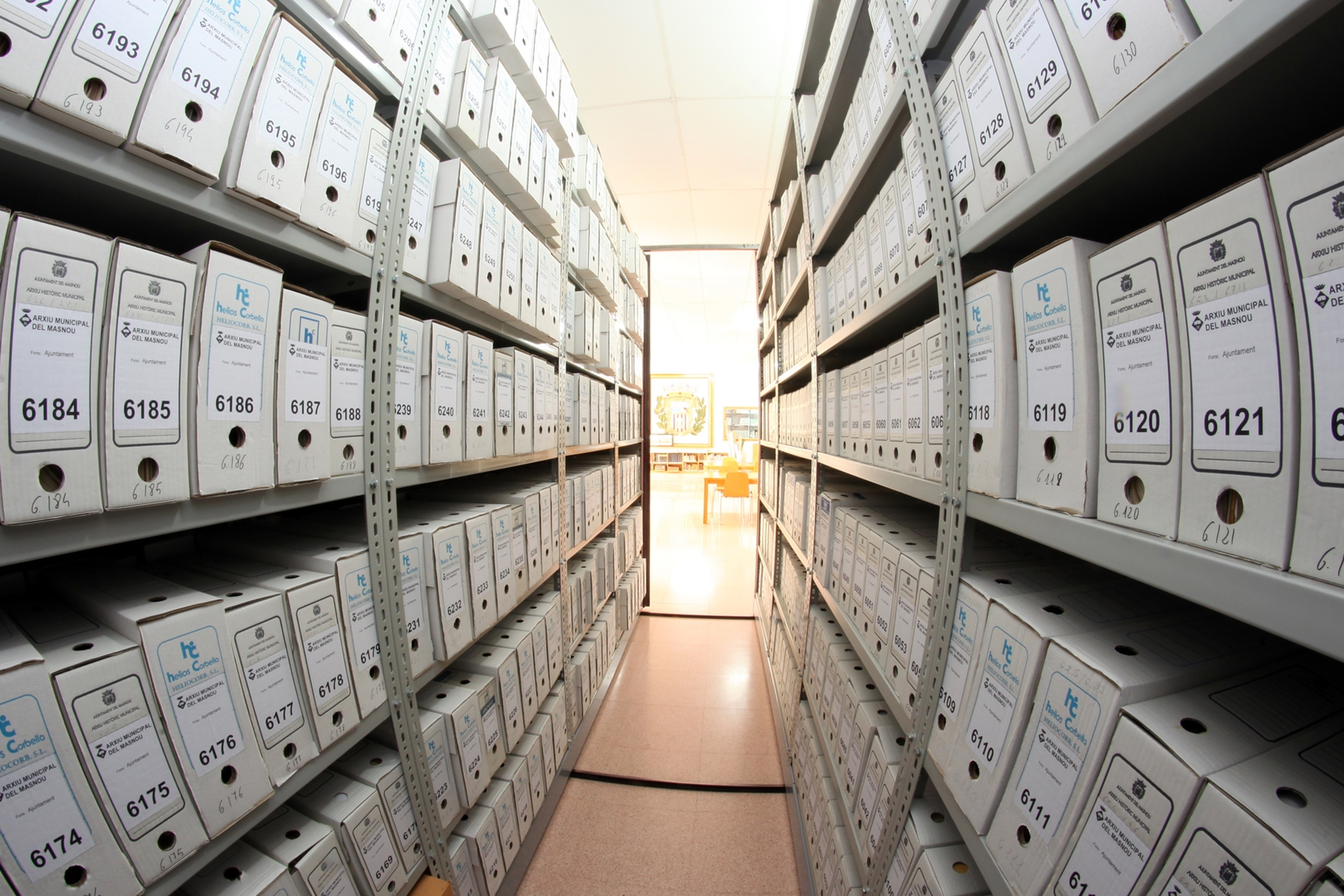
Perspectiva del interior de los armarios compactos

El Archivo Municipal de El Masnou se encuentra en un edificio justo debajo del Mirador de la iglesia, que es un espacio rectangular situado en frente de la iglesia parroquial de San Pedro. El Archivo está situado en la parte inferior del mirador, que constituye su techo. La distribución interior del Archivo está formada exclusivamente por una gran nave rectangular. Este espacio fue construido, junto con el mirador, en 1957 y fue destinar al Museo Municipal de Náutica desde el año 1962 hasta el año 1999, cuando se decide trasladar el Museo a su ubicación actual y destinar íntegramente el espacio de la calle de Sant Francesc d'Assís a Archivo Histórico.

## Cuadro de fondo
Fondo de la Administración Local

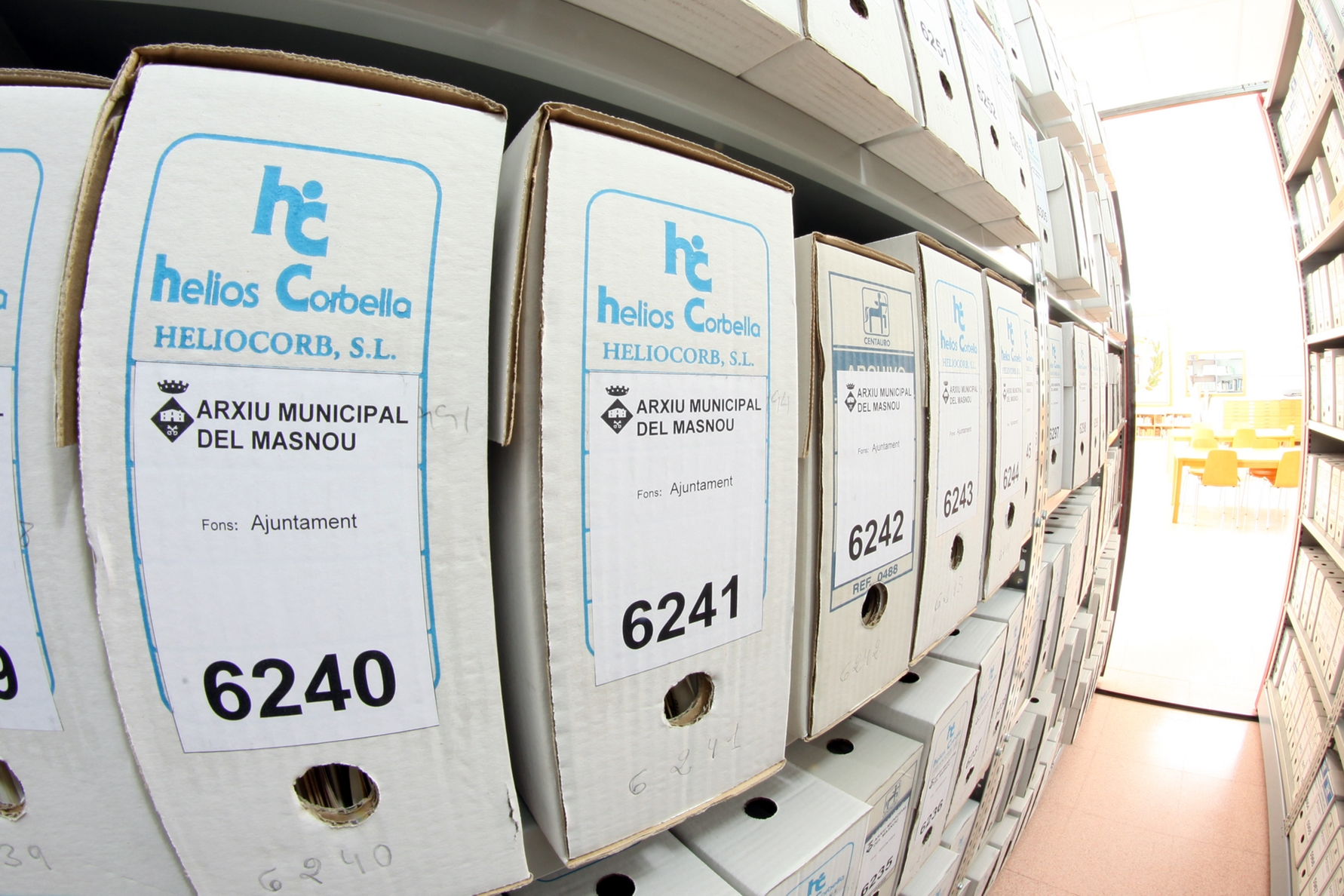
Cajas del fondo Ayuntamiento de El Masnou

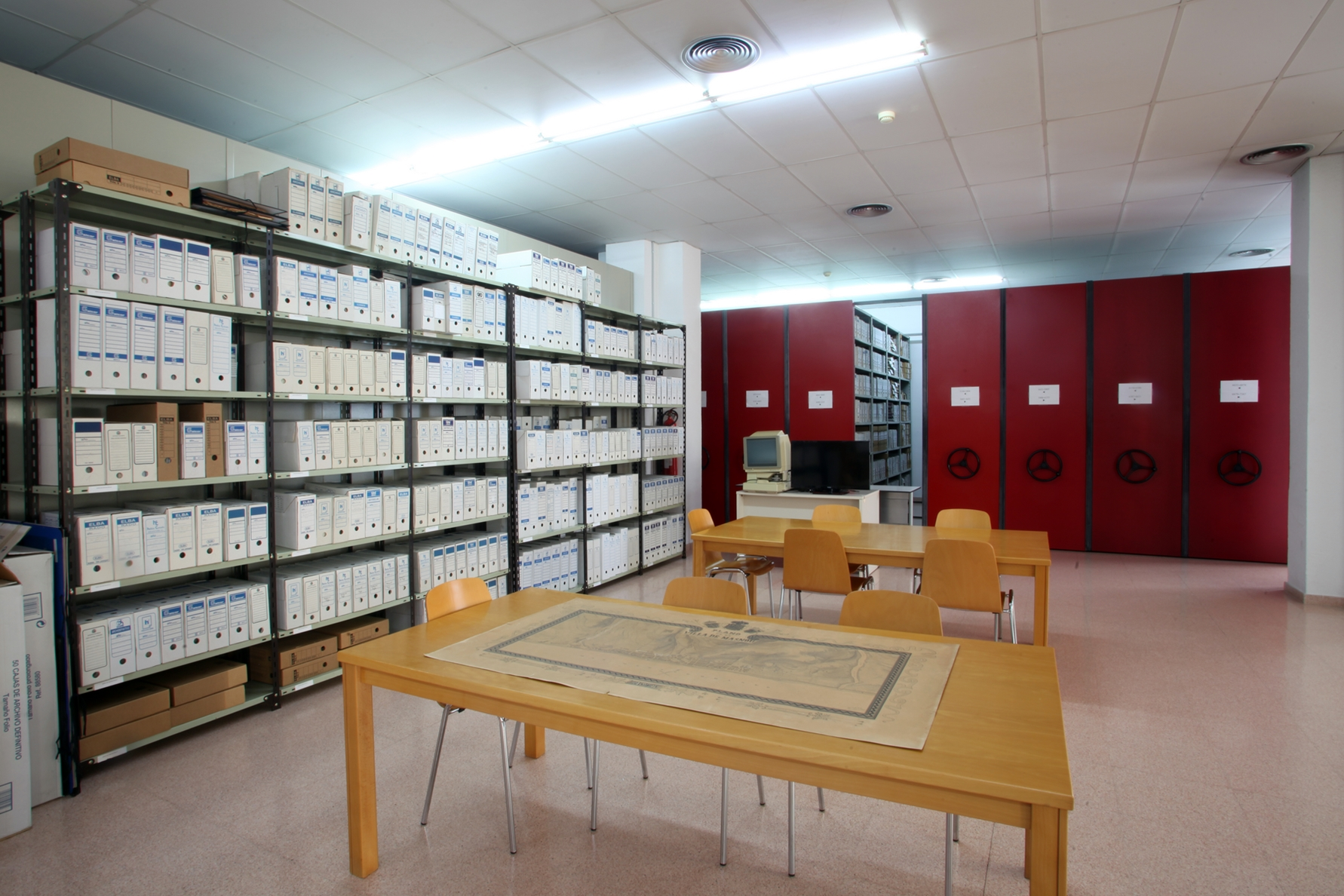
Plano extendido en la sala de consulta

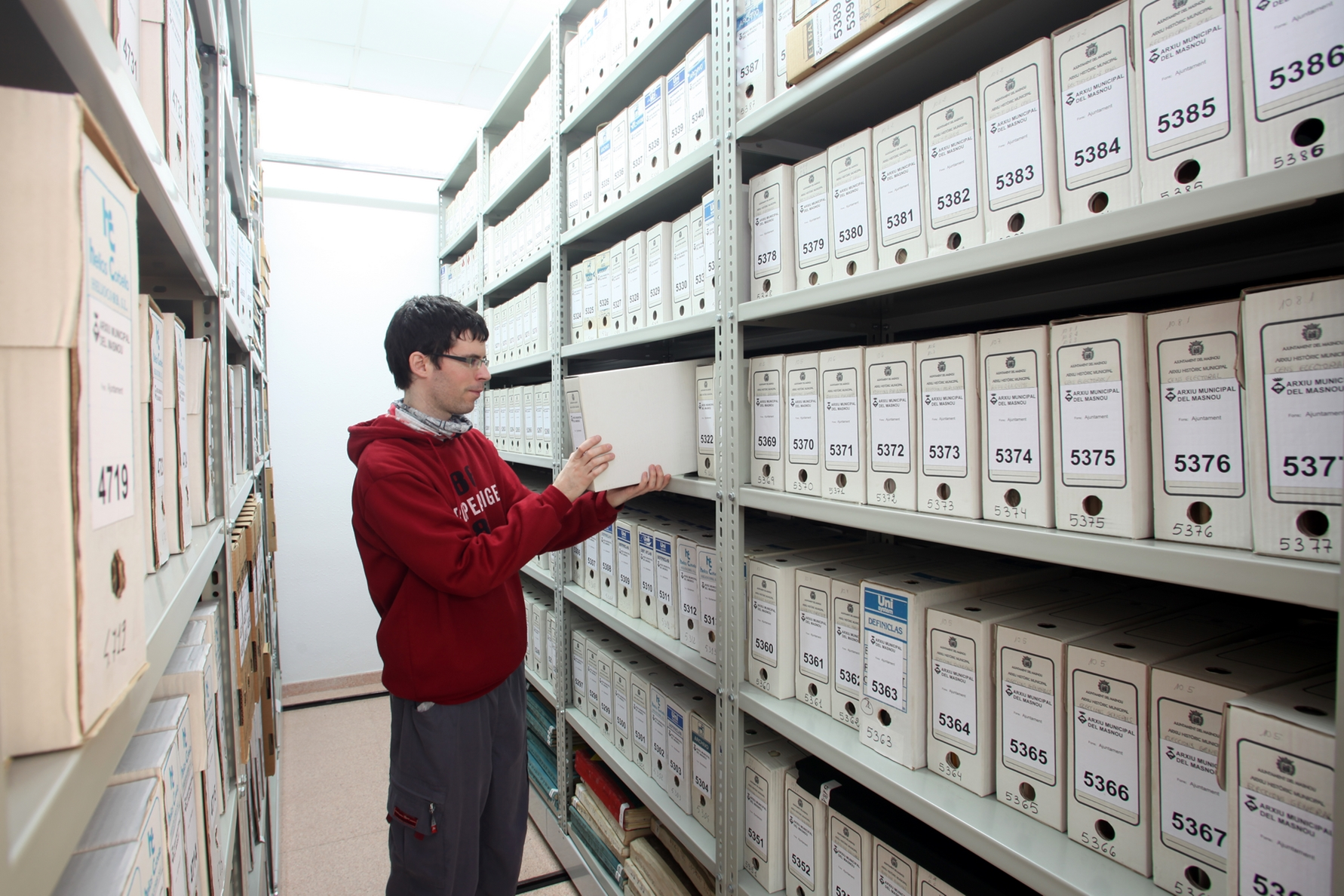
Interior de los armarios compactos

- Ayuntamiento de El Masnou (1720-2016)

Fondos judiciales
- Juzgado de Paz de El Masnou (1820-1995)
- Junta Local de Libertad Vigilada (1943-1986)

Fondos de entidades
- Hermandad y Monte de Piedad de San Antonio de Padua (1860-1938)
- Casino del Masnou (1900-1958)
- Casa Benéfica del Masnou (1909-1960)
- Centro Coral Unión Masnouense (1919-1934)
- Escolapias del Masnou (1919-1935)
- Agrupación de la industria panadera de El Masnou (1936-1938)
- CNT (1936-1939)
- Junta Local de Defensa Pasiva (1938-1945)
- Delegación local Falange Española Tradicionalista y de las JONS (1939-1979)
- Auxilio Social (1939-1949)
- Casinet de El Masnou (1940-1980)
- Escuela Marinada (1969-1993)
- Asociación de Vecinos de la Carretera Alella (1976-2007)
- Centro Excursionista del Masnou (1978-1981)
- Asociación contra la droga El Masnou (1988-2010)

Fondos comerciales y de empresas
- Carpintería de Antoni Mateu y Cabané (1860-1997)
- Fundación privada promociones culturales El Masnou (1998-2012)

Fondos patrimoniales
- Familia Ramentol i Mirambell (1796-1967)
- Familia Lloberas (1812-1935)
- Familia García Sors (1830-1875)
- Familia de Lluís Millet i Pagès (1779-1996)

Fondos personales
- Pere-Jordi Bassegoda i Musté (1541-1989)
- Francesc Isern i Hombravella (1846-1920)
- Francesc Sust i Maristany (1859-1894)
- Joan Mirambell i Millet (1860-1909)
- Jacint Pous i Bretau (1893-1941)
- Gregoria Romano García (1975-2010)
- Josep Pujadas i Truch (1876-1950)

Colecciones
- Documentos sueltos (1757-1933)
- Colección Joan Maresma Pujadas (1899-2011)
- Cartografía (1818-1998)
- Hemeroteca (1860-2016)
- Carteles (1800-2012)
- Planos (1846-2004)
- Láminas (1906-1992)
- Cartas náuticas (1843-1964)

Imágenes
- Aproximadamente 34.000 imágenes.

Biblioteca auxiliar
- 830 volúmenes.

## Servicios
El Archivo Municipal de El Masnou cuenta con un catálogo de servicios destinados a la ciudadanía, tales como, consulta de documentación y atención al usuario, asesoramiento en investigaciones históricas, actividades de difusión y divulgación del patrimonio, gestión de donaciones de documentación a particulares o asociaciones, servicio de reproducción, lector de microfichas y DVD, apoyo a las entidades de la ciudad en la gestión de documentación, servicio educativo y talleres para escuelas y visitas guiadas. 